# Jardín zoológico de Varsovia
El Jardín zoológico de Varsovia o simplemente Zoológico de Varsovia (en polaco: Miejski Ogród Zoologiczny w Warszawie) es un parque zoológico científico en la calle Ratuszowa en la ciudad de Varsovia, la capital de Polonia. El zoológico abarca alrededor de 40 hectáreas (99 acres) en el centro de Varsovia, y alcanza hasta unos 600.000 visitantes al año. Es el hogar de más de 4.000 animales que representan más de 500 especies. Es famoso por ser el único zoológico del mundo que alberga un museo del holocausto judío.
El zoológico es un miembro acreditado de la Asociación Europea de Zoos y Acuarios (EAZA) y de la Asociación Mundial de Zoos y Acuarios (WAZA).
El zoológico fue bombardeado en septiembre de 1939 y murieron muchos animales. Tras la rendición de Varsovia a los alemanes, la mayoría de los animales restantes fueron llevados a Alemania y el parque estuvo cerrado. 
Durante los años siguientes y hasta 1943 (año en que fue hecho prisionero), el director del zoológico, Jan Żabiński, y su esposa Antonina, refugiaron allí a unas 300 personas judías, que Jan pudo ir rescatando del Gueto de Varsovia debido a su condición de empleado municipal.
El Zoológico no sería reabierto al público hasta 1949, cuando comenzaron a reintroducirse los animales.